# Raspinell del Nepal
El raspinell del Nepal (Certhia nipalensis) és una espècie d'ocell de la família dels cèrtidss (Certhiidae) que habita els boscos de l'Himàlaia al nord-est de l'Índia, nord-est de Myanmar, sud-est del Tibet i Nepal.